# Sculpture Mountain
Der Sculpture Mountain ist ein stark zergliederter Berg im ostantarktischen Viktorialand. Er ragt zwischen den Monument-Nunatakkern und der Sheehan Mesa im Transantarktischen Gebirge auf.
Die Nordgruppe einer von 1962 bis 1963 durchgeführten Kampagne der New Zealand Geological Survey Antarctic Expeditionbenannten ihn nach der spitz zulaufenden Kerbe, die von ihnen zwecks geologischer Studien in den Berg gemeißelt wurde.